# Augusta Lampe
Augusta Lampe-Kuiper (1911 – 1995) was een Nederlands schrijfster en tandarts uit de twintigste eeuw.

## Biografie en Werk
Lampe was getrouwd met dr. Peter H.J. Lampe, een arts gespecialiseerd in lepra-onderzoek. Nadat haar man was benoemd tot directeur van het Lepra-Instituut in Batavia, vestigden zij zich samen aldaar in 1939. Lampe-Kuiper werkte er als tandarts. In haar huwelijk kreeg zij twee kinderen, beiden geboren in Batavia.
Gedurende het uitbreken van de Tweede Wereldoorlog verbleef Lampe in Nederlands-Indië en maakte ze de bezetting van de Japanners van dichtbij mee. Na de oorlog repatrieerde ze met haar echtgenoot en beide kinderen naar Nederland om vervolgens zich eerst te vestigen in Suriname en later o.a. op Trinidad.  Na haar pensionering vestigde Lampe zich weer in Nederland en woonde een tijd in Wolfheze.
Vele jaren na de gebeurtenissen besloot Lampe haar herinneringen aan het kampleven tijdens de Japanse bezetting van Indonesië op te schrijven. In totaal schreef zij tien verhalen verdeeld over twee bundels Bloemen voor Nippon (zes verhalen) en Daden onder de zon (vier verhalen). Naast feitelijke gebeurtenissen heeft ze haar werk aangevuld met enige proza. Het werk is bij uitgave niet onopgemerkt gebleven. Regisseur Willy van Hemert verfilmde voor de NCRV in 1977 het verhaal 'Marion' uit Bloemen voor Nippon onder de titel Standrecht, met onder anderen Ko van Dijk jr., Anne-Wil Blankers en Hetty Verhoogt. In de jaren zeventig en tachtig van de twintigste eeuw is Standrecht enkele keren uitgezonden op televisie.